# 2016년 잉글랜드 축구 여름 이적 기록
다음은 2016년 축구 여름 이적시장을 통한 잉글랜드 내의 이적 기록이다. 프리미어리그와 풋볼 리그 챔피언십이상 팀에서 일어난 이적만을 기록하였다.

## 이적
모든 잉글랜드 클럽에는 국기를 달지 않았다. 카디프 시티 FC와 스완지 시티 AFC는 웨일스 축구 협회에 소속된 축구 클럽이나, 잉글랜드 축구 리그 시스템에 의해 운영되므로 마찬가지로 이적이 기록된다.
| 날짜            | 이름                     | 전 구단                 | 현 구단                | 이적료                                           |
| --------------- | ------------------------ | ----------------------- | ---------------------- | ------------------------------------------------ |
| 2016년 2월 15일 | 조엘 마티프              | 샬케 04                 | 리버풀                 | 자유                                             |
| 2016년 2월 20일 | 프란시스쿠 주니오르      | 에버턴                  | 스트룀스고세           | 자유                                             |
| 2016년 3월 3일  | 이삭 세반캄보            | 더비 카운티             | 몰데                   | 비공개                                           |
| 2016년 3월 9일  | 잭 밤비                  | 레스터 시티             | 포틀랜드 팀버스        | 임대                                             |
| 2016년 3월 11일 | 라이프 판 라 파라        | 울버햄프턴 원더러스     | 허더즈필드 타운        | 비공개                                           |
| 2016년 3월 15일 | 앨릭스 데이비            | 첼시                    | 스타베크               | 임대                                             |
| 2016년 3월 20일 | 팀 하워드                | 에버턴                  | 콜로라도 래피즈        | 자유                                             |
| 2016년 3월 24일 | 맥스 클라크              | 헐 시티                 | 케임브리지 유나이티드  | 임대                                             |
| 2016년 3월 24일 | 테리케 포수              | 레딩                    | 애크링턴 스탠리        | 임대                                             |
| 2016년 3월 24일 | 마누엘 란시니            | 알자지라                | 웨스트햄 유나이티드    | 900만 파운드 (한화 약 152억원).(선 임대 후 이적) |
| 2016년 3월 30일 | 프레디 러다포            | 머게이트                | 크리스털 팰리스        | 비공개                                           |
| 2016년 3월 31일 | 치디베레 느와칼리        | 맨체스터 시티           | 스타르트               | 임대                                             |
| 2016년 4월 6일  | 크리스 뢰베              | 카이저슬라우테른        | 허더즈필드 타운        | 자유                                             |
| 2016년 4월 12일 | 잭 스토러                | 스테버니지              | 버밍엄 시티            | 비공개                                           |
| 2016년 4월 14일 | 제이크 킨                | 노리치 시티             | 스윈던 타운            | 임대                                             |
| 2016년 4월 20일 | 미헐 헤펠레              | 뒤나모 드레스덴         | 허더즈필드 타운        | 자유                                             |
| 2016년 4월 20일 | 리스 윌리엄스            | 미들즈브러              | 퍼스 글로리            | 자유                                             |
| 2016년 4월 22일 | 토니 마르티네스          | 발렌시아                | 웨스트햄 유나이티드    | 비공개                                           |
| 2016년 5월 11일 | 제이든 스토클리          | 본머스                  | 애버딘                 | 자유                                             |
| 2016년 5월 12일 | 조너던 에드워즈          | 피터버러 유나이티드     | 헐 시티                | 비공개                                           |
| 2016년 5월 12일 | 렉스 임머스              | 페예노르트              | 카디프 시티            | 비공개                                           |
| 2016년 5월 13일 | 조던 로시터              | 리버풀                  | 레인저스               | 25만 파운드 (한화 약 4억원)                      |
| 2016년 5월 16일 | 호바르 노르트베이트      | 보루시아 묀헨글라트바흐 | 웨스트햄 유나이티드    | 자유                                             |
| 2016년 5월 16일 | 크리스 맥스웰            | 플리트우드 타운         | 프레스턴 노스 엔드     | 자유                                             |
| 2016년 5월 16일 | 앤디 이아덤              | 바닛                    | 반즐리                 | 자유                                             |
| 2016년 5월 18일 | 콘스탄티노스 미트로글루  | 풀럼                    | 벤피카                 | 비공개                                           |
| 2016년 5월 18일 | 토미 로우                | 울버햄프턴 원더러스     | 동커스터 로버스        | 비공개                                           |
| 2016년 5월 19일 | 미겔 라윤                | 왓퍼드                  | 포르투                 | 비공개                                           |
| 2016년 5월 20일 | 매튜 클라크              | 입스위치 타운           | 포츠머스               | 스왑                                             |
| 2016년 5월 20일 | 미헐 마들                | 슈투름 그라츠           | 풀럼                   | 비공개                                           |
| 2016년 5월 20일 | 애덤 웹스터              | 포츠머스                | 입스위치 타운          | 스왑                                             |
| 2016년 5월 23일 | 케이던 잭슨              | 렉섬                    | 반즐리                 | 자유                                             |
| 2016년 5월 24일 | 조이 바턴                | 번리                    | 레인저스               | 자유                                             |
| 2016년 5월 24일 | 에데르                   | 스완지 시티             | 릴                     | 비공개                                           |
| 2016년 5월 24일 | 벤 폴로크                | 뉴캐슬 유나이티드       | 하틀풀 유나이티드      | 자유                                             |
| 2016년 5월 24일 | 로리스 카리우스          | 마인츠 05               | 리버풀                 | 470만 파운드 (한화 약 78억)                      |
| 2016년 5월 25일 | 알렉스 케인스            | 로더럼 유나이티드       | 플리트우드 타운        | 자유                                             |
| 2016년 5월 25일 | 단젤 그라펜베르흐        | 도르드레흐트            | 레딩                   | 비공개                                           |
| 2016년 5월 25일 | 안드레이 크라마리치      | 레스터 시티             | 호펜하임               | 비공개                                           |
| 2016년 5월 25일 | 에런 매커리              | 울버햄프턴 원더러스     | 로스 카운티            | 자유                                             |
| 2016년 5월 25일 | 크리스토퍼 폴            | 토트넘 홋스퍼           | 퀸스 파크 레인저스     | 자유                                             |
| 2016년 5월 25일 | 도밍구스 퀴나            | 벤피카                  | 웨스트햄 유나이티드    | 자유                                             |
| 2016년 5월 25일 | 그라니트 자카            | 보루시아 묀헨글라트바흐 | 아스널                 | 3380만 파운드 (한화 약 567억원}                  |
| 2016년 5월 26일 | 빅토르 피셰르            | 아약스                  | 미들즈브러             | 380만 파운드 (한화 약 64억원)                    |
| 2016년 5월 26일 | 조지 태프트              | 버턴 앨비언             | 맨스필드 타운          | 자유                                             |
| 2016년 5월 30일 | 스티븐 워녹              | 더비 카운티             | 위건 애슬레틱          | 자유                                             |
| 2016년 6월 2일  | 조시 브라운힐            | 프레스턴 노스 엔드      | 브리스틀 시티          | 비공개                                           |
| 2016년 6월 2일  | 일카이 귄도안            | 보루시아 도르트문트     | 맨체스터 시티          | 2000만 파운드 (한화 약 335억원)                  |
| 2016년 6월 3일  | 론로베르트 칠러          | 하노버 96               | 레스터 시티            | 비공개                                           |
| 2016년 6월 7일  | 조엘 콜먼                | 올덤 애슬레틱           | 허더즈필드 타운        | 비공개                                           |
| 2016년 6월 7일  | 시몬 마키노크            | 팔레르모                | 프레스턴 노스 엔드     | 임대                                             |
| 2016년 6월 7일  | 이반 파우레비치          | 우파                    | 허더즈필드 타운        | 비공개                                           |
| 2016년 6월 8일  | 에릭 베일리              | 비야레알                | 맨체스터 유나이티드    | 비공개                                           |
| 2016년 6월 8일  | 앤디 로너건              | 풀럼                    | 울버햄프턴 원더러스    | 비공개                                           |
| 2016년 6월 9일  | 후안미                   | 사우샘프턴              | 레알 소시에다드        | 비공개                                           |
| 2016년 6월 9일  | 나당                     | 첼시                    | 피테서                 | 임대                                             |
| 2016년 6월 9일  | 게리 오닐                | 노리치 시티             | 브리스틀 시티          | 자유                                             |
| 2016년 6월 10일 | 스티브 시드웰            | 스토크 시티             | 브라이턴 & 호브 앨비언 | 자유                                             |
| 2016년 6월 14일 | 소피안 페굴리            | 발렌시아                | 웨스트햄 유나이티드    | 비공개                                           |
| 2016년 6월 14일 | 벤 홀                    | 머더웰                  | 브라이턴 & 호브 앨비언 | 비공개                                           |
| 2016년 6월 14일 | 주앙 카를루스 테이셰이라 | 리버풀                  | 포르투                 | 25만 파운드 (한화 약 4억원)                      |
| 2016년 6월 14일 | 해리 화이트              | 반즐리                  | 솔리헐 무어스          | 비공개                                           |
| 2016년 6월 15일 | 베르나르도               | 스포르팅 히혼           | 미들즈브러             | 자유                                             |
| 2016년 6월 15일 | 스티페 페리카            | 첼시                    | 우디네세               | 비공개                                           |
| 2016년 6월 17일 | 사뮈엘 프리외욘손        | 레딩                    | 볼레렝아               | 자유                                             |
| 2016년 6월 17일 | 에머슨 힌드먼            | 풀럼                    | 본머스                 | 자유                                             |
| 2016년 6월 17일 | 알베르토 팔로스키        | 스완지 시티             | 아탈란타               | 비공개                                           |
| 2016년 6월 17일 | 앤서니 스토크스          | 셀틱                    | 블랙번 로버스          | 자유                                             |
| 2016년 6월 20일 | 타미 엘픽                | 본머스                  | 애스턴 빌라            | 300만 파운드 (한화 약 45억원)                    |
| 2016년 6월 20일 | 라힘 핸리                | 스완지 시티             | 노샘프턴 타운          | 자유                                             |
| 2016년 6월 20일 | 잭 페인                  | 사우스엔드 유나이티드   | 허더즈필드 타운        | 자유                                             |
| 2016년 6월 21일 | 세코 포파나              | 맨체스터 시티           | 우디네세               | 360만 파운드 (한화 약 58억원)                    |
| 2016년 6월 21일 | 알렉스 길비              | 콜체스터 유나이티드     | 위건 애슬레틱          | 비공개                                           |
| 2016년 6월 21일 | 루이스 에르난데스        | 스포르팅 히혼           | 레스터 시티            | 자유                                             |
| 2016년 6월 21일 | 스티븐 헨드리            | 웨스트햄 유나이티드     | 블랙번 로버스          | 임대                                             |
| 2016년 6월 21일 | 조지 몬커                | 콜체스터 유나이티드     | 반즐리                 | 50만 파운드 (한화 약 8억원)                      |
| 2016년 6월 22일 | 아리엘 보리슈크          | 레기아 바르샤바         | 퀸스 파크 레인저스     | 비공개                                           |
| 2016년 6월 22일 | 찰리 무송다              | 첼시                    | 레알 베티스            | 임대                                             |
| 2016년 6월 23일 | 미첼 비니                | 첼시                    | 크롤리 타운            | 임대                                             |
| 2016년 6월 23일 | 댄 번                    | 풀럼                    | 위건 애슬레틱          | 자유                                             |
| 2016년 6월 23일 | 대니 그레이엄            | 선덜랜드                | 블랙번 로버스          | 자유                                             |
| 2016년 6월 23일 | 벤 터너                  | 카디프 시티             | 버턴 앨비언            | 자유                                             |
| 2016년 6월 23일 | 빅터 완야마              | 사우샘프턴              | 토트넘 홋스퍼          | 1100만 파운드 (한화 약 168억원)                  |
| 2016년 6월 24일 | 유수프 코반              | 스토크 시티             | 호펜하임               | 자유                                             |
| 2016년 6월 24일 | 엘리아스 카충가          | 잉골슈타트              | 허더즈필드 타운        | 임대                                             |
| 2016년 6월 24일 | 엘리엇 리                | 웨스트햄 유나이티드     | 반즐리                 | 비공개                                           |
| 2016년 6월 24일 | 로베르트 테셰            | 노팅엄 포리스트         | 버밍엄 시티            | 자유                                             |
| 2016년 6월 24일 | 크리스티안 월턴          | 브라이턴 & 호브 앨비언  | 루턴 타운              | 임대                                             |
| 2016년 6월 25일 | 루이스 베이커            | 첼시                    | 피테서                 | 임대                                             |
| 2016년 6월 25일 | 리암 피니                | 볼턴 원더러스           | 블랙번 로버스          | 자유                                             |
| 2016년 6월 25일 | 네이선 레드먼드          | 노리치 시티             | 사우샘프턴             | 1100만 파운드 (한화 약 168억원)                  |
| 2016년 6월 27일 | 플로 보야이              | 허더즈필드 타운         | 킬마녹                 | 임대                                             |
| 2016년 6월 27일 | 윌 보일                  | 허더즈필드 타운         | 킬마녹                 | 임대                                             |
| 2016년 6월 27일 | 조너선 번                | 미들즈브러              | 킬마녹                 | 임대                                             |
| 2016년 6월 27일 | 올리버 데이비스          | 스완지 시티             | 킬마녹                 | 임대                                             |
| 2016년 6월 27일 | 클렌 리                  | 브라이턴 & 호브 앨비언  | 루턴 타운              | 비공개                                           |
| 2016년 6월 27일 | 토미 스퍼                | 블랙번 로버스           | 프레스턴 노스 엔드     | 자유                                             |
| 2016년 6월 27일 | 마크 워딩턴              | 스토크 시티             | 킬마녹                 | 임대                                             |
| 2016년 6월 28일 | 마르쿠스 안톤손          | 칼마르                  | 리즈 유나이티드        | 160만 파운드 (한화 약 24억원)                    |
| 2016년 6월 28일 | 무사 뎀벨레              | 풀럼                    | 셀틱                   | 비공개                                           |
| 2016년 6월 28일 | 폴 디그비                | 반즐리                  | 입스위치 타운          | 비공개                                           |
| 2016년 6월 28일 | 데니 존스톤              | 버밍엄 시티             | 콜체스터 유나이티드    | 비공개                                           |
| 2016년 6월 28일 | 사디오 마네              | 사우샘프턴              | 리버풀                 | 3400만 파운드 (한화 약 520억원)                  |
| 2016년 6월 28일 | 제이슨 매카시            | 사우샘프턴              | 월솔                   | 임대                                             |
| 2016년 6월 28일 | 코트니 시니어            | 브렌트퍼드              | 콜체스터 유나이티드    | 자유                                             |
| 2016년 6월 29일 | 나단 아케                | 첼시                    | 본머스                 | 임대                                             |
| 2016년 6월 29일 | 잭 브라인                | 맨체스터 시티           | 블랙번 로버스          | 임대                                             |
| 2016년 6월 29일 | 조지 돕슨                | 웨스트햄 유나이티드     | 월솔                   | 임대                                             |
| 2016년 6월 29일 | 어윈 도일                | 카디프 시티             | 프레스턴 노스 엔드     | 비공개                                           |
| 2016년 6월 29일 | 조엘 린치                | 허더즈필드 타운         | 퀸스 파크 레인저스     | 비공개                                           |
| 2016년 6월 29일 | 카림 마트무르            | 허더즈필드 타운         | 1860 뮌헨              | 자유                                             |
| 2016년 6월 29일 | 리스 미첼                | 첼시                    | 체스터필드             | 자유                                             |
| 2016년 6월 29일 | 크리스토퍼 쉰들러        | 1860 뮌헨               | 허더즈필드 타운        | 180만 파운드 (한화 약 27억원)                    |
| 2016년 6월 29일 | 마츠 젤스                | 헨트                    | 뉴캐슬 유나이티드      | 500만 파운드 (한화 약 76억원)                    |
| 2016년 6월 29일 | 조이 판 덴 베르크        | 헤이렌베인              | 레딩                   | 자유                                             |
| 2016년 6월 30일 | 맥스 클라크              | 헐 시티                 | 케임브리지 유나이티드  | 임대                                             |
| 2016년 6월 30일 | 앤서니 포드              | 월솔                    | 로더럼 유나이티드      | 비공개                                           |
| 2016년 6월 30일 | 칼럼 존스                | 웨스트브로미치 앨비언   | 애크링턴 스탠리        | 임대                                             |
| 2016년 6월 30일 | 리스 무세                | 르아브르                | 본머스                 | 비공개                                           |
| 2016년 6월 30일 | 에런 무이                | 멜버른 시티             | 맨체스터 시티          | 자유                                             |
| 2016년 6월 30일 | 라이언 쇼튼              | 더비 카운티             | 버밍엄 시티            | 비공개                                           |
| 2016년 6월 30일 | 제롬 싱클레어            | 리버풀                  | 왓퍼드                 | 400만 파운드 (한화 약 61억원)                    |
| 2016년 7월 1일  | 가브리엘레 안젤라        | 왓퍼드                  | 우디네세               | 비공개                                           |
| 2016년 7월 1일  | 플로이드 아이테          | 바스티아                | 풀럼                   | 비공개                                           |
| 2016년 7월 1일  | 카일 바틀리              | 스완지 시티             | 리즈 유나이티드        | 임대                                             |
| 2016년 7월 1일  | 주세페 벨루시            | 리즈 유나이티드         | 엠폴리                 | 임대                                             |
| 2016년 7월 1일  | 대니얼 벤틀리            | 사우스엔드 유나이티드   | 브렌트퍼드             | 자유                                             |
| 2016년 7월 1일  | 제이크 비드웰            | 브렌트퍼드              | 퀸스 파크 레인저스     | 비공개                                           |
| 2016년 7월 1일  | 호세 앙헬 크레스포       | 애스턴 빌라             | PAOK                   | 자유                                             |
| 2016년 7월 1일  | 존 에건                  | 질링엄                  | 브렌트퍼드             | 자유                                             |
| 2016년 7월 1일  | 스티븐 플레처            | 선덜랜드                | 셰필드 웬즈데이        | 자유                                             |
| 2016년 7월 1일  | 드와이트 게일            | 크리스털 팰리스         | 뉴캐슬 유나이티드      | 1000만 파운드 (한화 약 153억원)                  |
| 2016년 7월 1일  | 프레데리크 구농베        | 베스테를로              | 카디프 시티            | 자유                                             |
| 2016년 7월 1일  | 즐라탄 이브라히모비치    | 파리 생제르맹           | 맨체스터 유나이티드    | 자유                                             |
| 2016년 7월 1일  | 크리스티앙 카바셀레      | 헹크                    | 왓퍼드                 | 600만 파운드 (한화 약 92억원)                    |
| 2016년 7월 1일  | 카일 노일                | 웨스트햄 유나이티드     | 위건 애슬레틱          | 임대                                             |
| 2016년 7월 1일  | 스테브 망당다            | 마르세유                | 크리스털 팰리스        | 비공개                                           |
| 2016년 7월 1일  | 놀리토                   | 셀타 비고               | 맨체스터 시티          | 1380만 파운드 (한화 약 211억원)                  |
| 2016년 7월 1일  | 맷 리치                  | 본머스                  | 뉴캐슬 유나이티드      | 1200만 파운드 (한화 약 183억원)                  |
| 2016년 7월 1일  | 로메인 소워스            | 월솔                    | 브렌트퍼드             | 자유                                             |
| 2016년 7월 1일  | 리엄 셰퍼드              | 스완지 시티             | 요빌 타운              | 임대                                             |
| 2016년 7월 1일  | 마르턴 스테켈렌뷔르흐    | 풀럼                    | 에버턴                 | 비공개                                           |
| 2016년 7월 1일  | 아이작 석세스            | 그라나다                | 왓퍼드                 | 1250만 파운드 (한화 약 191억원)                  |
| 2016년 7월 1일  | 앤드로스 타운센드        | 뉴캐슬 유나이티드       | 크리스털 팰리스        | 1300만 파운드 (한화 약 199억원)                  |
| 2016년 7월 1일  | 산티아고 베르지니        | 선덜랜드                | 보카 주니어스          | 150만 파운드 (한화 약 23억원)                    |
| 2016년 7월 1일  | 로렌스 비고룩스          | 리버풀                  | 스윈던 타운            | 비공개                                           |
| 2016년 7월 2일  | 아네르스 리네고르        | 웨스트브로미치 앨비언   | 프레스턴 노스 엔드     | 자유                                             |
| 2016년 7월 3일  | 아사노 다쿠마            | 산프레체 히로시마       | 아스널                 | 비공개                                           |
| 2016년 7월 3일  | 미키 바추아이            | 마르세유                | 첼시                   | 3320만 파운드 (한화 약 506억원)                  |
| 2016년 7월 3일  | 남팔리스 멘디            | 니스                    | 레스터 시티            | 1300만 파운드 (한화 약 198억원)                  |
| 2016년 7월 3일  | 글렌 머레이              | 본머스                  | 브라이턴 & 호브 앨비언 | 임대                                             |
| 2016년 7월 4일  | 호세 마누엘 후라도       | 왓퍼드                  | 에스파뇰               | 비공개                                           |
| 2016년 7월 4일  | 로완 리버드              | 레딩                    | 스테버니지             | 비공개                                           |
| 2016년 7월 4일  | 벤 프링글                | 풀럼                    | 프레스턴 노스 엔드     | 비공개                                           |
| 2016년 7월 4일  | 칼럼 로빈슨              | 애스턴 빌라             | 프레스턴 노스 엔드     | 비공개                                           |
| 2016년 7월 4일  | 카스페르 슬로스          | 리즈 유나이티드         | AaB                    | 비공개                                           |
| 2016년 7월 4일  | 올렉산드르 진첸코        | 우파                    | 맨체스터 시티          | 비공개                                           |
| 2016년 7월 5일  | 파브리시오 콜로치니      | 뉴캐슬 유나이티드       | 산로렌소               | 자유                                             |
| 2016년 7월 5일  | 마르텐 데 룬             | 아탈란타                | 미들즈브러             | 1200만 파운드 (한화 약 180억원)                  |
| 2016년 7월 5일  | 레로이 페르              | 퀸스 파크 레인저스      | 스완지 시티            | 비공개                                           |
| 2016년 7월 5일  | 조던 맥기                | 하트 오브 미들로디언    | 미들즈브러             | 임대                                             |
| 2016년 7월 5일  | 하디 사코                | 스포르팅 CP             | 리즈 유나이티드        | 임대                                             |
| 2016년 7월 5일  | 리 톰린                  | 본머스                  | 브리스틀 시티          | 300만 파운드 (한화 약 46억원)                    |
| 2016년 7월 5일  | 제임스 톰킨스            | 웨스트햄 유나이티드     | 크리스털 팰리스        | 1000만 파운드 (한화 약 150억원)                  |
| 2016년 7월 6일  | 제레미 보가              | 첼시                    | 그라나다               | 임대                                             |
| 2016년 7월 6일  | 로버트 그린              | 무적                    | 리즈 유나이티드        | 자유                                             |
| 2016년 7월 6일  | 헨리크 미키타리안        | 보루시아 도르트문트     | 맨체스터 유나이티드    | 비공개                                           |
| 2016년 7월 6일  | 에런 무이                | 맨체스터 시티           | 허더즈필드 타운        | 임대                                             |
| 2016년 7월 6일  | 데지 오실라자            | 카디프 시티             | 질링엄                 | 임대                                             |
| 2016년 7월 6일  | 맷 필립스                | 퀸스 파크 레인저스      | 웨스트브로미치 앨비언  | 550만 파운드 (한화 약 83억원)                    |
| 2016년 7월 6일  | 이드리스 사디            | 카디프 시티             | 코르트레이크           | 임대                                             |
| 2016년 7월 6일  | 마이크 판 데르 후른      | 아약스                  | 스완지 시티            | 비공개                                           |
| 2016년 7월 6일  | 케네트 조호레            | 코르트레이크            | 카디프 시티            | 비공개                                           |
| 2016년 7월 7일  | 맷 그라임스              | 스완지 시티             | 리즈 유나이티드        | 임대                                             |
| 2016년 7월 7일  | 케마르 루피              | 옥스퍼드 유나이티드     | 리즈 유나이티드        | 300만 파운드 (한화 46억원)                       |
| 2016년 7월 7일  | 빅토르 발데스            | 무적                    | 미들즈브러             | 자유                                             |
| 2016년 7월 7일  | 스콧 워그스터프          | 브리스틀 시티           | 질링엄                 | 자유                                             |
| 2016년 7월 8일  | 소네 알루코              | 무적                    | 풀럼                   | 자유                                             |
| 2016년 7월 8일  | 루이스 쿡                | 리즈 유나이티드         | 본머스                 | 비공개                                           |
| 2016년 7월 8일  | 헤수스 가메스            | 아틀레티코 마드리드     | 뉴캐슬 유나이티드      | 자유                                             |
| 2016년 7월 8일  | 피에르루이지 골리니      | 엘라스 베로나           | 애스턴 빌라            | 비공개                                           |
| 2016년 7월 8일  | 라이언 헤지스            | 스완지 시티             | 요빌 타운              | 임대                                             |
| 2016년 7월 8일  | 토마스 람                | PEC 즈볼러              | 노팅엄 포리스트        | 자유                                             |
| 2016년 7월 8일  | 조세프 멘데스            | 르아브르                | 레딩                   | 비공개                                           |
| 2016년 7월 8일  | 아흐메드 무사            | CSKA 모스크바           | 레스터 시티            | 1660만 파운드 (한화 약 249억원)                  |
| 2016년 7월 8일  | 잭 오코넬                | 브렌트퍼드              | 셰필드 유나이티드      | 비공개                                           |
| 2016년 7월 8일  | 조 퀴글리                | 본머스                  | 질링엄                 | 임대                                             |
| 2016년 7월 8일  | 욘 고렌츠 스탄코비치     | 보루시아 도르트문트     | 허더즈필드 타운        | 비공개                                           |
| 2016년 7월 9일  | 라울 알벤토사            | 더비 카운티             | 데포르티보 라코루냐    | 비공개                                           |
| 2016년 7월 9일  | 파피스 시세              | 뉴캐슬 유나이티드       | 산둥 루넝 타이산       | 비공개                                           |
| 2016년 7월 9일  | 리 어윈                  | 리즈 유나이티드         | 올덤 애슬레틱          | 임대                                             |
| 2016년 7월 9일  | 코너 리플리              | 미들즈브러              | 올덤 애슬레틱          | 임대                                             |
| 2016년 7월 10일 | 라이언 풀턴              | 리버풀                  | 체스터필드             | 임대                                             |
| 2016년 7월 10일 | 에런 치볼라              | 레딩                    | 애스턴 빌라            | 비공개                                           |
| 2016년 7월 11일 | 조지 바이어스            | 번리                    | 스완지 시티            | 자유                                             |
| 2016년 7월 11일 | 아이작 헤이든            | 아스널                  | 뉴캐슬 유나이티드      | 비공개                                           |
| 2016년 7월 11일 | 피에르에밀 호이비에르    | 바이에른 뮌헨           | 사우샘프턴             | 1280만 파운드 (한화 약 194억원)                  |
| 2016년 7월 11일 | 안시 야콜라              | 아약스 케이프타운       | 레딩                   | 비공개                                           |
| 2016년 7월 11일 | 그라치아노 펠레          | 사우샘프턴              | 산둥 루넝 타이산       | 1200만 파운드 (한화 약 182억원)                  |
| 2016년 7월 11일 | 괴크한 퇴레              | 베식타시                | 웨스트햄 유나이티드    | 임대                                             |
| 2016년 7월 11일 | 대니 워드                | 리버풀                  | 허더즈필드 타운        | 임대                                             |
| 2016년 7월 12일 | 애슐리 플레처            | 맨체스터 유나이티드     | 웨스트햄 유나이티드    | 자유                                             |
| 2016년 7월 12일 | 타일러 혼비포브스        | 플리트우드 타운         | 브라이턴 & 호브 앨비언 | 비공개                                           |
| 2016년 7월 12일 | 빈센트 얀센              | AZ                      | 토트넘 홋스퍼          | 1700만 파운드 (한화 약 257억원)                  |
| 2016년 7월 12일 | 필리프 레스니아크        | 토트넘 홋스퍼           | 슬로반 리베레츠        | 임대                                             |
| 2016년 7월 12일 | 카일 맥파드진            | MK 던스                 | 버턴 앨비언            | 비공개                                           |
| 2016년 7월 12일 | 닉 파월                  | 무적                    | 위건 애슬레틱          | 자유                                             |
| 2016년 7월 12일 | 타일러 리드              | 맨체스터 유나이티드     | 스완지 시티            | 비공개                                           |
| 2016년 7월 12일 | 조 로스웰                | 맨체스터 유나이티드     | 옥스퍼드 유나이티드    | 비공개                                           |
| 2016년 7월 13일 | 세르히 카노스            | 리버풀                  | 노리치 시티            | 25만 파운드 (한화 약 38억원)                     |
| 2016년 7월 13일 | 조던 커즌스              | 찰턴 애슬레틱           | 퀸스 파크 레인저스     | 비공개                                           |
| 2016년 7월 13일 | 토마시 칼라스            | 첼시                    | 풀럼                   | 임대                                             |
| 2016년 7월 13일 | 회르뒤르 마그누손        | 유벤투스                | 브리스틀 시티          | 비공개                                           |
| 2016년 7월 13일 | 빌리 매케이              | 위건 애슬레틱           | 올덤 애슬레틱          | 임대                                             |
| 2016년 7월 13일 | 리암 스미스              | 뉴캐슬 유나이티드       | 크루 알렉산드라        | 임대                                             |
| 2016년 7월 14일 | 톰 브래드쇼              | 월솔                    | 반즐리                 | 비공개                                           |
| 2016년 7월 14일 | 웨스 번스                | 브리스틀 시티           | 애버딘                 | 임대                                             |
| 2016년 7월 14일 | 조던 아이브              | 리버풀                  | 본머스                 | 1500만 파운드 (한화 약 227억원)                  |
| 2016년 7월 14일 | 엘리엇 케비              | 솔퍼드 시티             | 반즐리                 | 자유                                             |
| 2016년 7월 14일 | 딜런 모틀리헨리          | 무적                    | 반즐리                 | 자유                                             |
| 2016년 7월 14일 | 데니스 오도이            | 로케런                  | 풀럼                   | 비공개                                           |
| 2016년 7월 14일 | 칼럼 오도다              | 옥스퍼드 유나이티드     | 브리스틀 시티          | 100만 파운드 (한화 약 15억원)                    |
| 2016년 7월 14일 | 마르틴 슈크르텔          | 리버풀                  | 페네르바흐체           | 550만 파운드 (한화 약 83억원)                    |
| 2016년 7월 14일 | 존 스위프트              | 무적                    | 레딩                   | 자유                                             |
| 2016년 7월 15일 | 안토니오 바라간          | 발렌시아                | 미들즈브러             | 비공개                                           |
| 2016년 7월 15일 | 로이 비런스              | 헤르타 BSC              | 레딩                   | 비공개                                           |
| 2016년 7월 15일 | 조르디 히윌라            | 허더즈필드 타운         | 브래드퍼드 시티        | 임대                                             |
| 2016년 7월 15일 | 잭슨 어빈                | 로스 카운티             | 버턴 앨비언            | 비공개                                           |
| 2016년 7월 15일 | 케이지 팔머              | 첼시                    | 허더즈필드 타운        | 임대                                             |
| 2016년 7월 16일 | 에마누엘레 자케리니      | 선덜랜드                | 나폴리                 | 비공개                                           |
| 2016년 7월 16일 | 은골로 캉테              | 레스터 시티             | 첼시                   | 3000만 파운드 (한화 약 454억원)                  |
| 2016년 7월 16일 | 레미 매튜스              | 노리치                  | 해밀턴 아카데미컬      | 임대                                             |
| 2016년 7월 16일 | 크리스 오그래디          | 브라이턴 & 호브 앨비언  | 버턴 앨비언            | 임대                                             |
| 2016년 7월 16일 | 후안 카밀로 수니가       | 나폴리                  | 왓퍼드                 | 임대                                             |
| 2016년 7월 16일 | 루이스 프라이스          | 셰필드 웬즈데이         | 로더럼 유나이티드      | 자유                                             |
| 2016년 7월 16일 | 사이먼 콕스              | 레딩                    | 사우스엔드 유나이티드  | 자유                                             |
| 2016년 7월 18일 | 카메론 버제스            | 풀럼                    | 올덤 애슬레틱          | 임대                                             |
| 2016년 7월 18일 | 제이크 킨                | 노리치 시티             | 셰필드 웬즈데이        | 자유                                             |
| 2016년 7월 18일 | 시미언 잭슨              | 블랙번 로버스           | 월솔                   | 자유                                             |
| 2016년 7월 18일 | 톰 댈리슨                | 브라이턴 & 호브 앨비언  | 케임브리지 유나이티드  | 임대                                             |
| 2016년 7월 18일 | 마크 비리기티            | 뉴캐슬 유나이티드 제츠  | 스완지 시티            | 자유                                             |
| 2016년 7월 19일 | 스콧 말론                | 카디프 시티             | 풀럼                   | 스왑                                             |
| 2016년 7월 19일 | 애슐리 리처즈            | 풀럼                    | 카디프 시티            | 스왑                                             |
| 2016년 7월 19일 | 조 도두                  | 레스터 시티             | 레인저스               | 자유                                             |
| 2016년 7월 19일 | 닉 포프                  | 찰턴 애슬레틱           | 번리                   | 비공개                                           |
| 2016년 7월 19일 | 요한 베르그 그뷔드뮌손   | 찰턴 애슬레틱           | 번리                   | 비공개                                           |
| 2016년 7월 19일 | 마이클 맥고번            | 해밀턴 아카데미컬       | 노리치 시티            | 자유                                             |
| 2016년 7월 19일 | 데이비드 버튼            | 브렌트퍼드              | 풀럼                   | 비공개                                           |
| 2016년 7월 19일 | 레온 바넷                | 위건 애슬레틱           | 베리                   | 자유                                             |
| 2016년 7월 20일 | 라그나르 클라반          | 아우크스부르크          | 리버풀                 | 420만 파운드 (한화 약 63억원)                    |
| 2016년 7월 20일 | 보그단 아담              | 리버풀                  | 위건 애슬레틱          | 임대                                             |
| 2016년 7월 20일 | 제이크 포스터캐스키      | 브라이턴 & 호브 앨비언  | 로더럼 유나이티드      | 임대                                             |
| 2016년 7월 20일 | 알렉스 키워미야          | 첼시                    | 크루 알렉산드라        | 임대                                             |
| 2016년 7월 20일 | 알바로 네그레도          | 발렌시아                | 미들즈브러             | 임대                                             |